# 长尾蜂鸟
长尾蜂鸟（学名：Aglaiocercus kingii），是雨燕目蜂鸟科的一种鸟类。
长尾蜂鸟体重约4.84克，翼长约58.7毫米，嘴峰长约20.6毫米，喙宽度约2.5毫米，喙厚度约2.2毫米，跗蹠长约6.3毫米，尾长约45.8毫米。长尾蜂鸟在其分布区内为留鸟，其栖息在半开放的高大树木组成的森林中，食性为草食性，主要食物来源是植物的花蜜。

## 亚种
- ：分布于委内瑞拉中北部和沿海地区的山地。
- ：分布于哥伦比亚北部和委内瑞拉西部的安第斯山脉地区。
- ：分布于哥伦比亚中部和西部至厄瓜多尔西北部的安第斯山脉地区。
- ：分布于哥伦比亚的安第斯山脉东部。
- ：分布于哥伦比亚南部至厄瓜多尔和秘鲁北部的安第斯山脉地区。
- ：分布于秘鲁的东安第斯山脉和玻利维亚西部的永加斯。[4]